# Landkreis Geestemünde
| Basisdaten                                           | Basisdaten          |
| ---------------------------------------------------- | ------------------- |
| Bestandszeitraum                                     | 1885–1932           |
| Preußische Provinz                                   | Hannover            |
| Regierungsbezirk                                     | Stade               |
| Kreisstadt                                           | Geestemünde         |
| Fläche                                               | 629,36 km² (1910)   |
| Einwohner                                            | 51.002 (1910)       |
| Bevölkerungsdichte                                   | 81 Einw./km² (1910) |
| Gemeinden                                            | 77 (1910) 57 (1932) |
| Kfz-Kennzeichen:                                     | I S                 |
| Lage des Kreises in der Provinz Hannover (1905)      |                     |
| Lage des Kreises Geestemünde in der Provinz Hannover |                     |

Der Landkreis Geestemünde war ein Landkreis in der preußischen Provinz Hannover. Verwaltungssitz war die Stadt Geestemünde, die heute ein Stadtteil von Bremerhaven ist.

## Geschichte

Landratsamt von 1888 – heute Finanzamt Wesermünde-Land

Der Kreis wurde 1885 aus dem Amt Hagen und dem südlich der Geeste gelegenen Gebiet des Amt Lehe gebildet. Der Verwaltungssitz befand sich in der Landgemeinde Geestemünde, die sich 1889 mit dem Nachbarort Geestendorf vereinigte. Im Jahr 1913 bekam Geestemünde die Stadtrechte, wurde gleichzeitig kreisfrei und trat damit aus dem Kreis aus. Der Kreis Geestemünde hieß seitdem Landkreis Geestemünde. Später wurden auch Wulsdorf (1920 zu Geestemünde) sowie mit Schiffdorferdamm ein Teil Schiffdorfs (1927 zu Wesermünde) ausgegliedert. Darüber hinaus führten Gemeindezusammenschlüsse zu einer Verringerung der Anzahl der Gemeinden. Beispiele hierfür sind die Eingemeindungen von Welle nach Lanhausen oder von Wachholz nach Beverstedt im Jahr 1929.
1932 wurden durch eine Verordnung des preußischen Staatsministeriums die Kreise Geestemünde und Lehe aufgelöst und zum Landkreis Wesermünde vereinigt.
Einwohnerentwicklung
| Jahr      | 1890   | 1900   | 1910   | 1925   |
| --------- | ------ | ------ | ------ | ------ |
| Einwohner | 35.398 | 41.906 | 51.002 | 23.812 |

## Gliederung
Die folgende Liste enthält die Gemeinden des Landkreises Geestemünde mit den Einwohnerzahlen vom 1. Dezember 1910 sowie alle Eingemeindungen.
| Gemeinde            | Ew. 1910 | Anmerkungen                                                                        |
| ------------------- | -------- | ---------------------------------------------------------------------------------- |
| Adelstedt           | 279      | 1927 in Stubben umbenannt, 1929 in die neugegründete Gemeinde Stubben eingemeindet |
| Albstedt            | 184      |                                                                                    |
| Altluneberg         | 272      |                                                                                    |
| Apeler              | 49       | 1929 nach Schiffdorf eingemeindet                                                  |
| Appeln              | 286      |                                                                                    |
| Axstedt             | 257      |                                                                                    |
| Beverstedt          | 645      |                                                                                    |
| Beverstedtermühlen  | 40       | 1929 nach Beverstedt eingemeindet                                                  |
| Bexhövede           | 350      |                                                                                    |
| Bokel               | 1206     |                                                                                    |
| Bramel              | 414      |                                                                                    |
| Bramstedt           | 423      |                                                                                    |
| Brunshausen         | 55       | 1929 in die neugegründete Gemeinde Stubben eingemeindet                            |
| Büttel              | 85       |                                                                                    |
| Deelbrügge          | 7        | 1929 nach Beverstedt eingemeindet                                                  |
| Dohren              | 11       | 1929 nach Heerstedt eingemeindet                                                   |
| Donnern             | 466      |                                                                                    |
| Dorfhagen           | 146      |                                                                                    |
| Driftsethe          | 445      |                                                                                    |
| Düring              | 435      |                                                                                    |
| Elfershude          | 49       | 1929 in die neugegründete Gemeinde Stubben eingemeindet                            |
| Finna               | 107      | 1929 nach Harrendorf eingemeindet                                                  |
| Fleeste             | 142      |                                                                                    |
| Frelsdorf           | 338      |                                                                                    |
| Frelsdorfermühlen   | 61       | 1929 nach Frelsdorf eingemeindet                                                   |
| Freschluneberg      | 333      |                                                                                    |
| Geestemünde         | 25.102   | am 1. Januar 1913 kreisfreie Stadt                                                 |
| Geestendorf         | –        | am 1. April 1889 nach Geestemünde eingemeindet                                     |
| Geestenseth         | 369      |                                                                                    |
| Hagen im Bremischen | 710      |                                                                                    |
| Hahnenknoop         | 262      |                                                                                    |
| Harrendorf          | 124      |                                                                                    |
| Heerstedt           | 193      |                                                                                    |
| Heine               | 97       |                                                                                    |
| Heise               | 313      |                                                                                    |
| Hetthorn            | 63       |                                                                                    |
| Heyerhöfen          | 21       | 1929 nach Wehldorf eingemeindet                                                    |
| Hollen              | 451      |                                                                                    |
| Holte               | 71       |                                                                                    |
| Hoope               | 64       |                                                                                    |
| Kassebruch          | 296      |                                                                                    |
| Langendammsmoor     | 128      |                                                                                    |
| Lanhausen           | 98       |                                                                                    |
| Lehnstedt           | 143      |                                                                                    |
| Lohe bei Beverstedt | 65       | 1929 nach Heerstedt eingemeindet                                                   |
| Lohe bei Bramstedt  | 99       |                                                                                    |
| Loxstedt            | 1128     |                                                                                    |
| Lübberstedt         | 263      |                                                                                    |
| Meyerhof            | 142      | 1929 nach Beverstedt eingemeindet                                                  |
| Nesse               | 540      |                                                                                    |
| Neuenhausen         | 138      | 1929 nach Lehnstedt eingemeindet                                                   |
| Neuenlande          | 301      |                                                                                    |
| Nückel              | 30       | 1929 nach Bexhövede eingemeindet                                                   |
| Offenwarden         | 359      |                                                                                    |
| Osterndorf          | 123      |                                                                                    |
| Rechtebe            | 88       | 1929 nach Wurthfleth eingemeindet                                                  |
| Rechtenfleth        | 391      |                                                                                    |
| Sandstedt           | 587      |                                                                                    |
| Schiffdorf          | 1636     |                                                                                    |
| Schwegen            | 47       |                                                                                    |
| Sellstedt           | 617      |                                                                                    |
| Stinstedt           | 239      |                                                                                    |
| Stotel              | 926      |                                                                                    |
| Stubben             | –        | 1929 neugegründet                                                                  |
| Taben               | 33       | 1929 nach Beverstedt eingemeindet                                                  |
| Uthlede             | 684      |                                                                                    |
| Wachholz            | 54       | 1929 nach Beverstedt eingemeindet                                                  |
| Wehdel              | 608      |                                                                                    |
| Wehldorf            | 113      |                                                                                    |
| Welle               | 42       | 1929 nach Lanhausen eingemeindet                                                   |
| Wellen              | 256      |                                                                                    |
| Wersabe             | 357      |                                                                                    |
| Westerbeverstedt    | 368      |                                                                                    |
| Wittstedt           | 251      |                                                                                    |
| Wohlthöfen          | 15       | 1929 nach Axstedt eingemeindet                                                     |
| Wollingst           | 229      |                                                                                    |
| Wulsbüttel          | 138      |                                                                                    |
| Wulsdorf            | 4349     | am 1. April 1920 nach Geestemünde eingemeindet                                     |
| Wurthfleth          | 196      |                                                                                    |

## Landräte
- Leopold Rademacher (1910–1929)